# 147-я истребительная авиационная дивизия ПВО
147-я истреби́тельная авиацио́нная диви́зия ПВО (147-я иад ПВО) — авиационное соединение ПВО Вооружённых Сил РККА, принимавшее участие в боевых действиях Великой Отечественной войны.

## История наименований
- 147-я истребительная авиационная дивизия ПВО;
- 147-я истребительная авиационная дивизия;
- 147-я истребительная авиационная дивизия ВВС ВМФ;
- 147-я истребительная авиационная дивизия ВВС Тихоокеанского флота;
- Войсковая часть (Полевая почта) 35585.

## Создание дивизии
147-я истребительная авиационная дивизия ПВО сформирована 1 сентября 1941 года Приказом НКО СССР от 01.09.1941 г.

## Переименование дивизии
147-я истребительная авиационная дивизия ПВО после передачи в состав ВВС Тихоокеанского флота 25 мая 1953 года была переименована в 147-ю истребительную авиационную дивизию ВВС Тихоокеанского флота

## Расформирование дивизии
147-я истребительная авиационная дивизия ВВС ВМФ была расформирована в сентябре 1960 года.

## В действующей армии
В составе действующей армии:
- со 2 декабря 1941 года по 1 октября 1943 года,
- с 9 августа 1945 года по 3 сентября 1945 года.

## Командиры дивизии
| Звание       | Имя                         | Период                  | Примечание |
| ------------ | --------------------------- | ----------------------- | ---------- |
| Полковник    | Демидов Пётр Куприянович    | 16.11.1941 — 15.11.1942 |            |
| Полковник    | Красноюрченко Иван Иванович | 16.11.1942 — 13.03.1944 |            |
| Подполковник | Мельников Игорь Сергеевич   | 13.03.1944 — 20.12.1944 |            |
| Подполковник | Суворов Иван Павлович       | 21.12.1944 — 01.04.1948 |            |

## В составе объединений
| Дата            | Фронт (округ)             | Район (корпус ПВО, дивизия ПВО)                                                          | Примечание                                      |
| --------------- | ------------------------- | ---------------------------------------------------------------------------------------- | ----------------------------------------------- |
| 16.11.1941 года | ВВС ПВО страны            |                                                                                          |                                                 |
| 29.12.1941 года | Московский военный округ  | Рыбинско-Ярославский дивизионный район ПВО                                               |                                                 |
| 29.06.1943 года | Западный фронт ПВО        | Рыбинско-Ярославский дивизионный район ПВО                                               |                                                 |
| 01.04.1944 года | Западный фронт ПВО        | Рыбинско-Ярославский дивизионный район ПВО Череповецко-Вологодский дивизионный район ПВО |                                                 |
| 21.04.1944 года | Северный фронт ПВО        | 80-я дивизия ПВО                                                                         |                                                 |
| 24.12.1944 года | Западный фронт ПВО        | 80-я дивизия ПВО                                                                         |                                                 |
| 01.03.1945 года | Центральный фронт ПВО     | 80-я дивизия ПВО                                                                         |                                                 |
| 01.04.1945 года | Дальневосточный фронт     | Приморская армия ПВО                                                                     | 11-й корпус ПВО                                 |
| 01.07.1946 года | Дальневосточный округ ПВО | 1-й истребительный авиационный корпус ПВО                                                |                                                 |
| 20.02.1949 года | Дальневосточный округ ПВО | 50-й истребительный авиационный корпус ПВО                                               |                                                 |
| 25.05.1953 года | Тихоокеанский флот        | ВВС Тихоокеанского флота                                                                 | 106-й истребительный авиационный корпус ВВС ВМФ |
| 01.09.1954 года | Тихоокеанский флот        | ВВС Тихоокеанского флота                                                                 |                                                 |

## Части и отдельные подразделения дивизии
За весь период своего существования боевой состав дивизии претерпевал изменения, в различное время в её состав входили полки:
| Период                  | Наименование                                         | Примечание                        |
| ----------------------- | ---------------------------------------------------- | --------------------------------- |
| 21.05.1943 — 01.08.1943 | 39-й гвардейский истребительный авиационный полк ПВО | включён в состав 9-го иак ПВО     |
| 04.12.1941 — 03.07.1942 | 4-й истребительный авиационный полк ПВО              | передан в состав 287-й иад        |
| 07.05.1945 — 15.07.1960 | 34-й истребительный авиационный полк ПВО             | расформирован вместе со 147-й иад |
| 01.06.1944 — 01.04.1945 | 143-й истребительный авиационный полк ПВО            | передан в состав 142-й иад ПВО    |
| 08.08.1944 — 14.10.1944 | 144-й истребительный авиационный полк ПВО            | передан в состав 144-й иад ПВО    |
| 17.11.1941 — 27.11.1941 | 291-й истребительный авиационный полк ПВО            | включён в состав 6-го иак ПВО     |
| 06.05.1945 — 01.07.1945 | 400-й истребительный авиационный полк ПВО            | включён в состав 149-й иад ПВО    |
| 06.05.1945 — 01.07.1945 | 401-й истребительный авиационный полк ПВО            | включён в состав 149-й иад ПВО    |
| 06.05.1945 — 15.09.1956 | 404-й истребительный авиационный полк ПВО            | передан в состав 7-й иад ВВС ТОФ  |
| 12.05.1945 — 31.03.1946 | 429-й истребительный авиационный полк ПВО            | расформирован в 147-й иад ПВО     |
| 22.09.1942 — 17.05.1944 | 439-й истребительный авиационный полк ПВО            | передан в состав 148-й иад ПВО    |
| 01.09.1941 — 01.01.1942 | 441-й истребительный авиационный полк ПВО            | включён в состав 6-го иак ПВО     |
| 01.12.1952 — 01.09.1960 | 494-й истребительный авиационный полк ПВО            | расформирован в 147-й иад ПВО     |
| 07.05.1945 — 01.12.1952 | 564-й истребительный авиационный полк ПВО            | передан в состав 32-й иад         |
| 27.12.1941 — 04.07.1942 | 721-й истребительный авиационный полк ПВО            | передан в состав 288-й иад        |
| 10.06.1942 — 28.08.1942 | 731-й истребительный авиационный полк ПВО            | передан в состав 102-й иад ПВО    |
| 22.11.1942 — 20.03.1942 | 731-й истребительный авиационный полк ПВО            | передан в состав 101-й иад ПВО    |
| 18.11.1943 — 08.08.1944 | 740-й истребительный авиационный полк ПВО            | переименован в 144-й иап          |
| 12.08.1942 — 07.06.1944 | 959-й истребительный авиационный полк ПВО            | передан в состав 328-й иад        |
| 01.11.1943 — 07.07.1944 | 964-й истребительный авиационный полк ПВО            | передан в состав 124-й иад ПВО    |
| 19.09.1943 — 27.02.1944 | 966-й истребительный авиационный полк ПВО            | передан в состав 106-й иад ПВО    |
| 01.11.1943 — 01.04.1945 | 1005-й истребительный авиационный полк ПВО           | передан в состав 142-й иад ПВО    |

## Боевой состав в Советско-японской войне
| Наименование                              | Примечание |
| ----------------------------------------- | ---------- |
| 34-й истребительный авиационный полк ПВО  |            |
| 404-й истребительный авиационный полк ПВО |            |
| 429-й истребительный авиационный полк ПВО |            |
| 564-й истребительный авиационный полк ПВО |            |

## Боевой состав на 1950 год
| Наименование                              | Примечание                                        |
| ----------------------------------------- | ------------------------------------------------- |
| 34-й истребительный авиационный полк ПВО  | Ла-7, Коммуна имени В. И. Ленина, Приморский край |
| 404-й истребительный авиационный полк ПВО | Як-9, Коммуна имени В. И. Ленина, Приморский край |
| 564-й истребительный авиационный полк ПВО | Ла-7, Спасск-Дальний, Приморский край             |

## Боевой состав на 1960 год
| Наименование                                  | Примечание                                          |
| --------------------------------------------- | --------------------------------------------------- |
| 34-й истребительный авиационный полк ВВС ВМФ  | МиГ-17, Коммуна имени В. И. Ленина, Приморский край |
| 494-й истребительный авиационный полк ВВС ВМФ | МиГ-17, Барановский, Приморский край                |
| 528-й истребительный авиационный полк ВВС ВМФ | МиГ-17, Смирных, Сахалин                            |
| 972-й истребительный авиационный полк ВВС ВМФ | МиГ-17                                              |

## Участие в операциях и битвах
- Противовоздушная оборона Московского военного округа
- Битва за Москву — с 30 сентября 1941 года по 20 апреля 1942 года
- Противовоздушная оборона Дальневосточного фронта
- Противовоздушная оборона 1-го Дальневосточного фронта
- Противовоздушная оборона Приморской группы войск

## Отличившиеся воины дивизии
- Троицкий Геннадий Александрович, майор, командир эскадрильи 721-го истребительного авиационного полка 147-й истребительной авиационной дивизии ПВО 14 февраля 1943 года удостоен звания Герой Советского Союза. Посмертно.

## Базирование
| Период            | Место базирования               |
| ----------------- | ------------------------------- |
| 06.1945 — 10.1947 | Спасск-Дальний, Приморский край |
| 10.1947 — 09.1960 | Уссурийск, Приморский край      |